# Гільберт (одиниця)
Гі́льберт, (позначення: Гб, Gb) — одиниця вимірювання магніторушійної сили й різниці магнітних потенціалів у системі одиниць СГСМ та системі одиниць Гауса.
Названа на честь англійського фізика Вільяма Гілберта.
{\displaystyle 1\,\mathrm {Gb} =} {\displaystyle 1\,\mathrm {cm} ^{\frac {1}{2}}\,\mathrm {g} ^{\frac {1}{2}}\,\mathrm {s} ^{-1}=} {\displaystyle 1\,\mathrm {Oe} \,\mathrm {cm} =} {\displaystyle {\frac {10}{4\,\pi }}\,\mathrm {A} =} {\displaystyle 0{,}795\ 774\ 7\,\mathrm {A} }